# Da jiang
Il Da jiang in (cinese:  大將) letteralmente Grande Generale è stato un rango militare conferito nel 1955 a 10 leader veterani dell'Esercito Popolare di Liberazione. Non fu conferito più di nuovo e fu abolito nel 1965 insieme a tutti gli altri ranghi dell'Esercito Popolare di Liberazione. Era considerato equivalente al rango sovietico di генера́л а́рмии (General armii, Generale dell'esercito) ed era considerato generalmente come un rango a cinque stelle, sebbene l'insegna avesse solo due stelle a causa del fatto che la Cina non aveva il Generale di brigata come rango.
Quando il rango fu reintrodotto nel 1988, il grado equivalente ebbe un altro nome denominato yi ji shang jiang letteralmente Generale di primo grado, forse per differenziarlo dai 10 detenenti originali del grado. In ogni evento, nessuno fu promosso a tale grado è infatti fu abolito nel 1994.

## Lista dei Grandi generali dell'Esercito Popolare di Liberazione (Dajiang)
nel grado ufficiale del 1955:
- Su Yu
- Xu Haidong
- Huang Kecheng
- Chen Geng
- Tan Zheng
- Xiao Jinguang
- Zhang Yunyi
- Luo Ruiqing
- Wang Shusheng
- Xu Guangda